# Batalla de Gerònium
La batalla de Gerònium (217 aC) va ser un conflicte militar que va tenir lloc durant la Segona Guerra Púnica entre Cartago i la República Romana. L'exèrcit d'Hanníbal Barca, després d'escapolir-se dels romans a la batalla d'Ager Falernus, va marxar al nord i més tard va girar a l'est cap a Apúlia, seguit de prop pel dictador Quint Fabi Màxim Berrugós.
Quan Quint Fabi es va veure obligat a tornar a Roma per a defensar les seves accions, Marc Minuci Ruf, el seu magister equitum, va quedar al comandament i va ser capaç de sorprendre els cartaginesos prop del seu campament a Gerònium i infringir-los dures pèrdues.
Aquesta victòria va fer que els romans, descontents amb Fabi, elevessin a Minuci a un rang igual al del dictador i Minuci va prendre el comandament de la meitat de l'exèrcit, acampant prop de Gerònium. Hanníbal, informat d'aquests fets, va atreure a Minuci a un elaborat parany, per atacar-lo des de tots els flancs.
Només l'arribada a temps de Fabi amb l'altra meitat de l'exèrcit va permetre que Minuci escapés amb vida. Després de la batalla, Minuci va retornar el comandament del seu exèrcit a Fabi i va reprendre els seus deures com a magister equitum.

## Preludi

### Marxa cartaginesa a través d'Itàlia
Després de la batalla d'Ager Falernus, Hanníbal va tornar sobre els seus passos, dirigint-se cap a Apúlia, a l'est. L'exèrcit, carregat amb el botí i el bestiar que havien acumulat a força de saquejar la regió, es movia molt lentament i els romans els seguien des de la distància.
Hanníbal va marxar al nord, fent pensar que Roma era el seu objectiu, per després girar cap a l'est i creuar els Apenins cap a Apúlia. Quan van arribar a la ciutat de Gerònium, els romans comandats per Quint Fabi van establir el seu campament unes 20 milles al sud.
Els ciutadans de Gerònium havien fugit després de cremar els edificis i Hanníbal va prendre possessió de la ciutat, convertint-la en un gran graner on va emmagatzemar el seu botí i a més donava recer al bestiar. L'exèrcit púnic va acampar a l'exterior i Hanníbal va envoltar ciutat i campament amb una trinxera i una estacada.

### Minuci al comandament
Fabi es va veure obligat a deixar Minuci Ruf al càrrec de les tropes, i li va deixar instruccions de seguir amb l'estratègia de no oferir batalla. utilitzant les tàctiques fabianes que havien estat utilitzant fins al moment, i va marxar cap a Roma, on la seva estratègia començava a ser molt impopular.
Però Minuci es va desplaçar baixant des dels pujols i va establir el campament a la plana de Larínum, al nord de Gerònium, des d'on els romans van començar a assetjar als cartaginesos. Hanníbal, en resposta, es va traslladar prop del campament romà des de Gerònium amb dos terços del seu exèrcit i va construir un campament temporal ocupant un pujol situat per sobre dels romans amb 2.000 llancers.
Desobeint Fabi, Minuci va atacar i va expulsar els llancers cartaginesos, movent el seu propi campament a l'alt del pujol, controlant la plana. Davant d'això, els cartaginesos es van veure obligats a enviar partides cada vegada més nombroses a la recerca de provisions, fet que els romans, veient la seva oportunitat, van aprofitar enviant infanteria lleugera i cavalleria per a matar-ne un gran nombre.
Veient que els seus homes eren sistemàticament atacats i el seu campament estava en perill de ser desmantellat, Hanníbal va dirigir una sortida contra els romans amb només un terç del seu exèrcit present i la major part de la seva cavalleria absent. Després d'una batalla en inferioritat numèrica, només l'arribada d'Asdrúbal amb 4.000 homes més va permetre contrarestar l'avantatge romà i Minuci va decidir retirar-se. No obstant això, Minuci havia assolit infligir moltes baixes als cartaginesos i va obligar Hanníbal a abandonar el campament temporal per a retirar-se a l'original de Gerònium. Era la primera vegada que Hanníbal es retirava en una batussa d'importància, i la primera vegada també que es veia obligat a cedir la iniciativa al seu enemic.
Davant d'aquestes notícies, a Roma un pretor anomenat Marc Meteli recolzat per Gai Terenci Varró va proposar una llei, la Lex Metilia per elevar a Minuci també al rang de dictador, tal com ho era Fabi. La llei es va aprovar ràpidament atorgant a dues persones alhora per primera vegada en la seva història el càrrec de dictador romà. Fabi va proposar que o bé Minuci i ell s'alternessin en el comandament en dies alternatius, o que es dividís l'exèrcit en dos exèrcits independents. Minuci va triar la segona opció, fent-se càrrec de les legions II i III i d'altres dues legions d'aliats, acampant a una milla i mitja al sud de Fabi, possiblement en el mateix lloc on s'havia situat el campament temporal d'Hanníbal.

## El parany cartaginès
Quan Hanníbal va ser informat de la divisió de l'exèrcit romà, va planejar atrapar i destruir el de Minuci. El terreny entre ambdós campaments era pla, sense arbres i sense vegetació però no obstant això, també hi havia sots i forats en els que els soldats podien ajupir-se i quedar amagats sense que ningú s'adonés. Hanníbal va seleccionar un cos de 5.000 homes d'infanteria i 500 de cavalleria, i els va ordenar agrupar-se en destacaments de 200 a 300 homes per ocultar-se en aquests amagatalls naturals la nit abans de la batalla. Amb la sortida del sol, un contingent d'infanteria lleugera cartaginesa es va posicionar dalt del pujol exposant-se a la vista dels romans.

## Batalla
Com Hanníbal havia anticipat, Minuci va veure als cartaginesos desplegats en el pujol i va enviar ràpidament als seus vèlits per a expulsar-los. Hanníbal va enviar suficients soldats per a resistir l'atac del romans, provocant que Minuci impacientment enviés la cavalleria al pujol. Hanníbal contraatacà amb la seva cavalleria pesant i la seva cavalleria númida, més experimentada, i els romans van començar a perdre terreny. Finalment, Minuci va cridar les seves quatre legions i va marxar cap a la batalla. Hanníbal també havia desplegat la seva infanteria i va avançar per enfrontar-se als romans.
Tota aquesta seqüència d'accions i reaccions, planejada i orquestrada per Hanníbal, no va permetre al general romà examinar el terreny o enviar exploradors per a revisar l'àrea on ara s'enfrontaven els seus exèrcits. Fabi, que observava des del seu campament, va cridar al seu exèrcit perquè estiguessin preparats, però no va sortir per a ajudar el seu company.
En el moment en què Minuci va aconseguir arribar al pujol, la cavalleria romana ja trencava files i fugia. Les tropes lleugeres romanes també van començar la seva retirada en veure que les legions s'apropaven. En el moment de major confusió, abans que els romans tornessin a ordenar les seves files, els cartaginesos ocults van sortir dels amagatalls i van atacar des dels flancs i la rereguarda de la formació romana mentre Hanníbal i la seva infanteria atacaven ràpidament des del front abans que la sorpresa de l'emboscada es perdés. Els romans, atacats des de totes adreces, van trencar files i van fugir, mentre que alguns grups eren envoltats i lluitaven per les seves vides.
En aquest moment Fabi va sortir al rescat. Va marxar amb les seves quatre legions i es va aproximar a la batalla. Els soldats que fugien van començar a formar de nou les seves files al costat de les seves legions, i els cartaginesos que es trobaven entre els dos exèrcits romans van començar a retirar-se, permetent a Minuci i als seus soldats retirar-se i reagrupar-se juntament amb les tropes de refresc. Els dos exèrcits es van reagrupar, però llavors Hanníbal va trencar files i es va retirar de la batalla al seu campament, possiblement perquè no desitjava lluitar una batalla de desgast contra un exèrcit superior. Els cartaginesos havien aconseguit d'infligir dures baixes als romans, i només la ràpida sortida de Fabi els va salvar d'un nou desastre militar.

## Fets posteriors
Minuci, després de la batalla, va retornar el comandament suprem a Fabi, reprenent els seus deures com a Mestre de cavalleria, i ajuntant les seves tropes amb les de Fabi. Tant els romans com els cartaginesos es van allotjar a les seves casernes per a passar l'hivern, una estació en la que no es van produir accions militars importants. Quan el mandat de Fabi com a dictador va expirar, l'exèrcit va quedar de nou sota el comandament dels dos nous cònsols anuals. Hanníbal de nou va demostrar la seva gran capacitat per entendre el caràcter dels seus oponents i va preparar un nou pla tàctic per a prendre avantatge de la nova situació.